# Батальон иностранного легиона (фильм)
«Батальон иностранного легиона» (фр. La Bandera) — французский фильм-драма режиссёра Жюльена Дювивье, снятый во Франции в 1935 году.
Главные роли исполнили: Аннабелла, Жан Габен и Роберт Ле Виган.
Картина основана на романе 1931 года Пьера Мак Орлана.
Фильм был снят в студии Joinville в Париже с декорациями, разработанными художественным руководителем Жаком Крауссом. Натурные съёмки велись в Барселоне, Тетуане и Марокко.

## Сюжет
Пьер Гилиет (Жан Габен), совершив убийство в Париже, бежит в Барселону и оказывается без гроша в кармане. Обобранный до нитки мошенниками, умирая с голоду, он вступает в Испанский Иностранный легион, где встречает двух земляков: Муло и Лукаса. Пьер пытается забыть о своем преступлении, но очень скоро обнаруживает, что дружба Лукаса совсем не бескорыстна. Лукас работал полицейским. В Марокко Жильет влюбляется в танцовщицу из борделя Аишу Ля Слауи (Аннабелла) и погибает вместе с товарищами на невыполнимом задании по защите Рифа. Полицейский остается в живых один.

## В ролях
- Аннабелла / Annabella — Айша Ля Слауи
- Жан Габен / Jean Gabin — Пьер Гилиет
- Робер Ле Виган / Robert Le Vigan — Фернандо Лукас
- Раймон Аймос / Raymond Aimos — Марсель Мулот
- Пьер Ренуар / Pierre Renoir — капитан Веллер
- Гастон Модо / Gaston Modot — рядовой Мюллер
- Марго Лион / Margo Lion — «Ломоть Хлеба»
- Шарль Гранваль / Charles Granval —Сеговски
- Вивиан Романс — девушка из Барселоны
- Жениа Ваури — девушка в ресторане
- Клод Мэй — пьяная женщина
- Роберт Озанн — татуированный человек
- Морис Лагрене — Симеон
- Луи Флоренси — Горлиер
- Ноэль Рокеверт — сержант в поезде
- Марсель Луповичи — легионер в форте
- Роберт Анселин — лейтенант
- Рафаэль Медина — легионер из форта
- Поль Деманж — юморист
- Раймонд Блот — владелец танцевального дома
- Эжен Стубер — вор
- Роберт Мур — легионер
- Иисус Кастро-Бланко — сержант
- Рейне Полет — Росита
- Литтл Джеки — Вебер